# Smukała

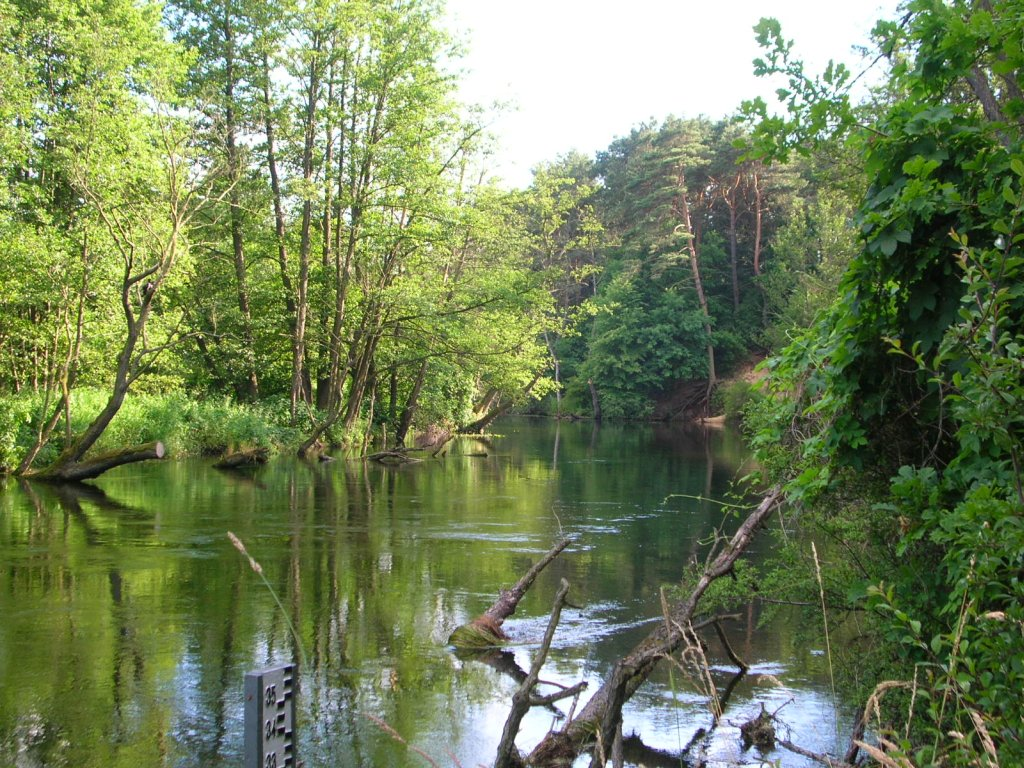
Brda w Smukale

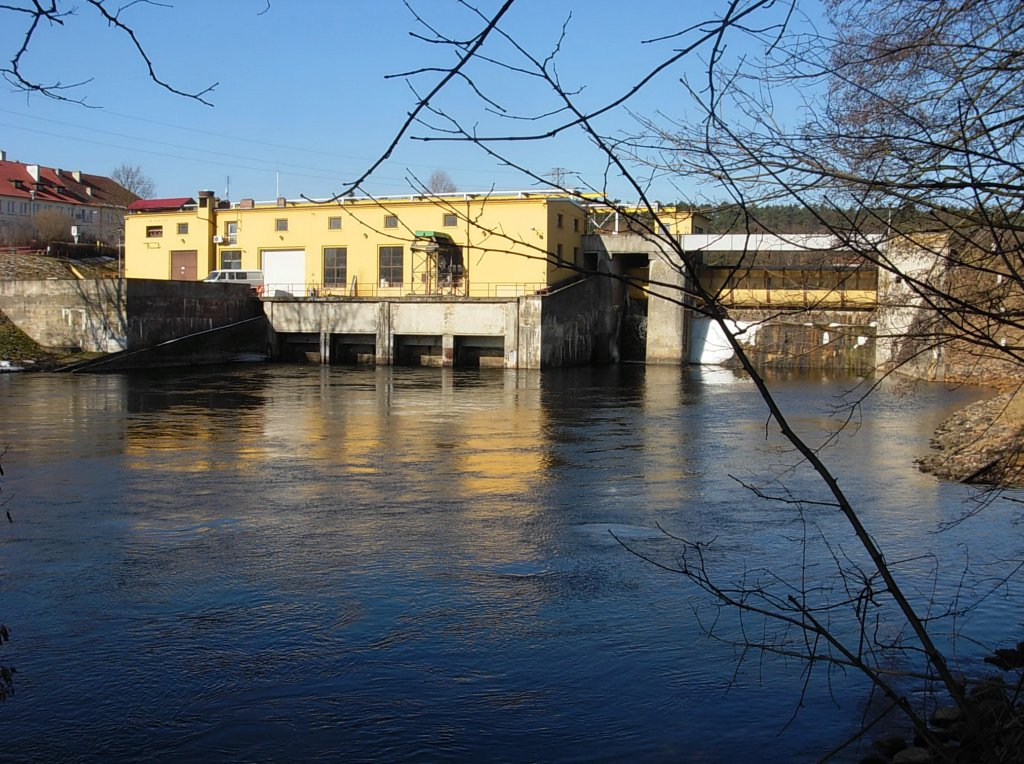
Zapora wodna Smukała

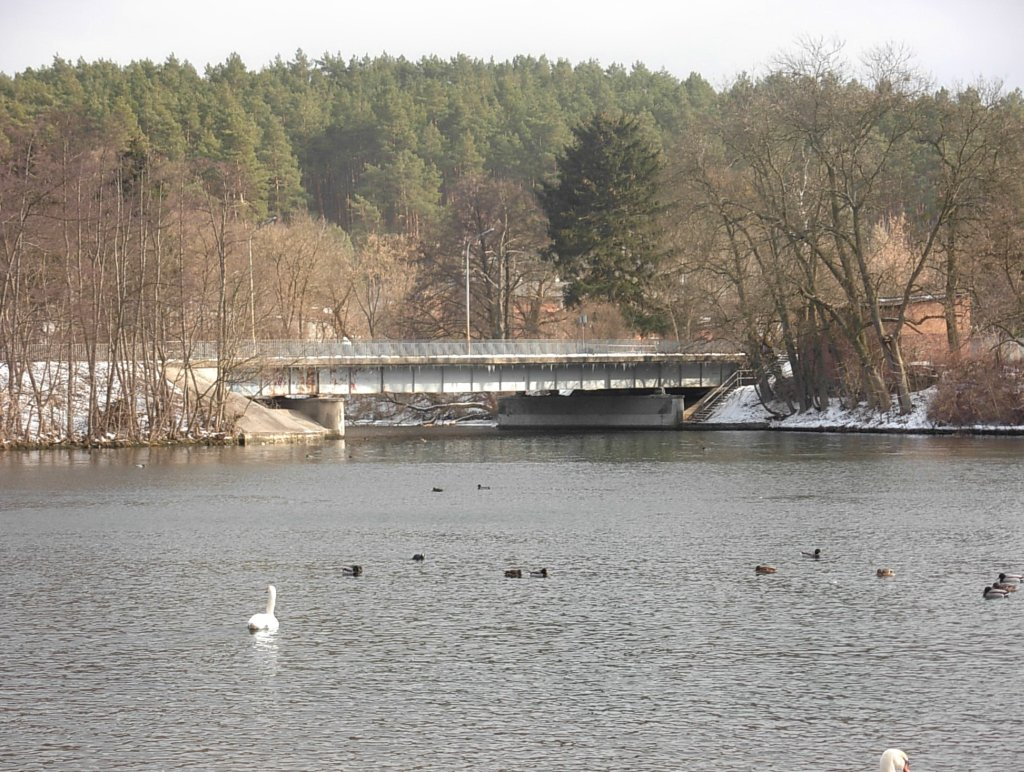
Most w Smukale

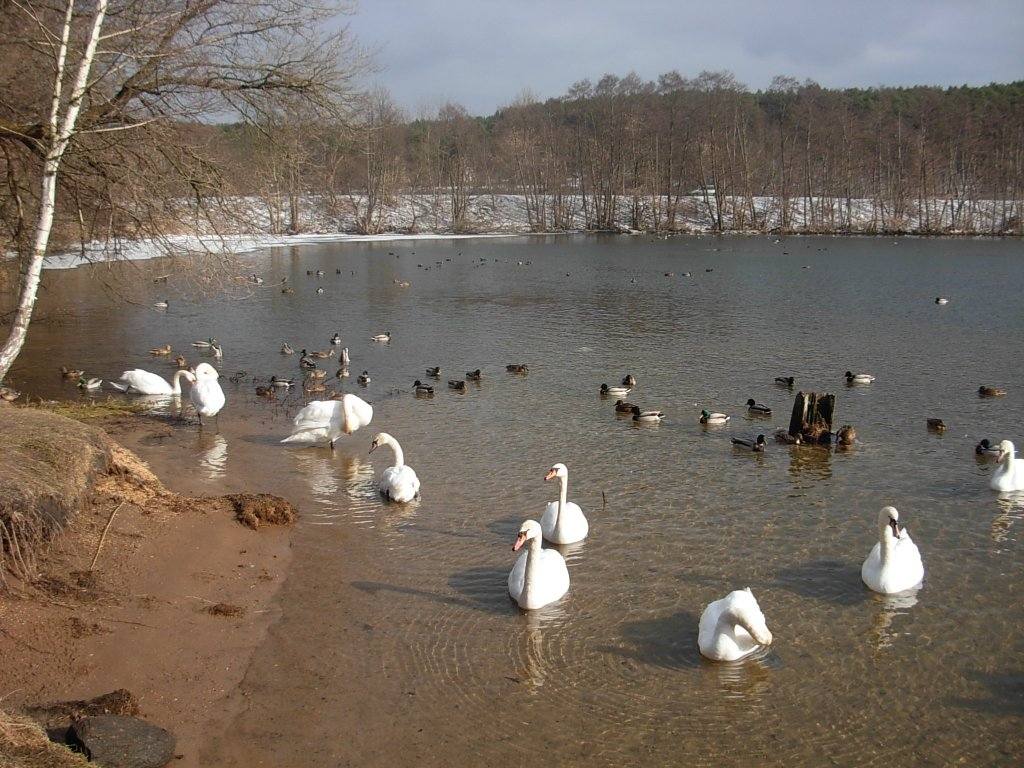
Zalew Smukalski

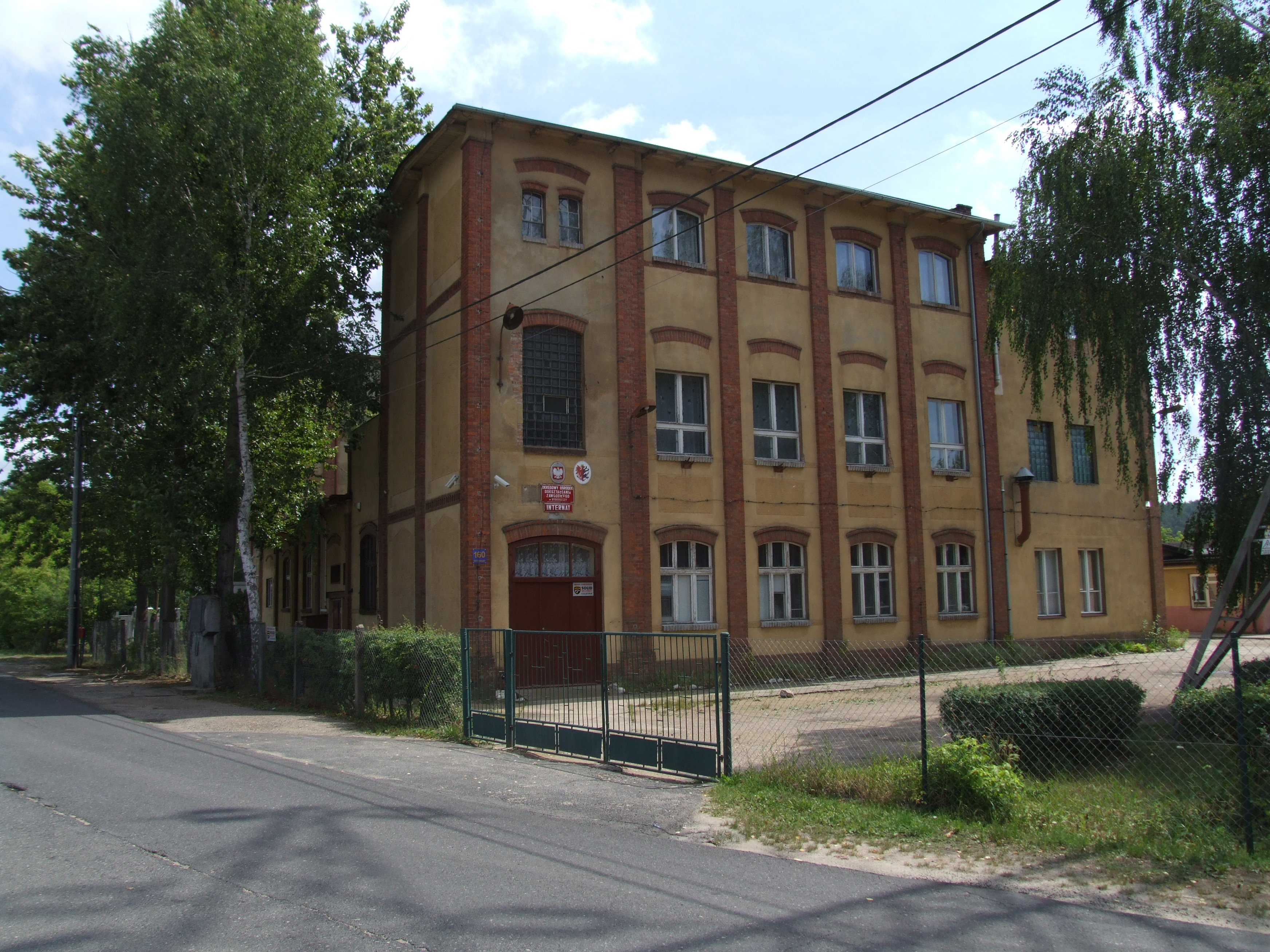
Były hitlerowski obóz przejściowy w Smukale

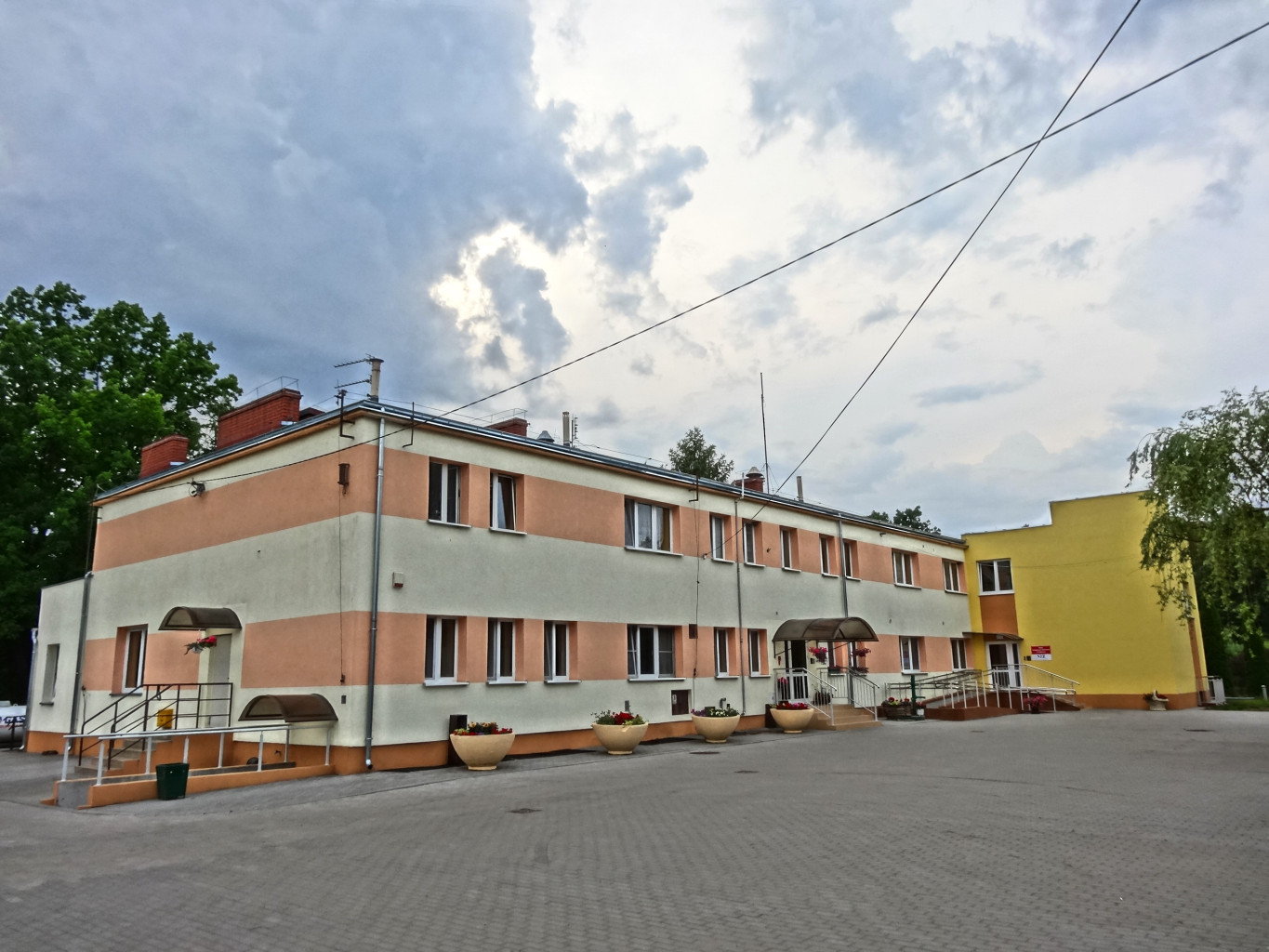
Dom spokojnej starości w Smukale Dolnej

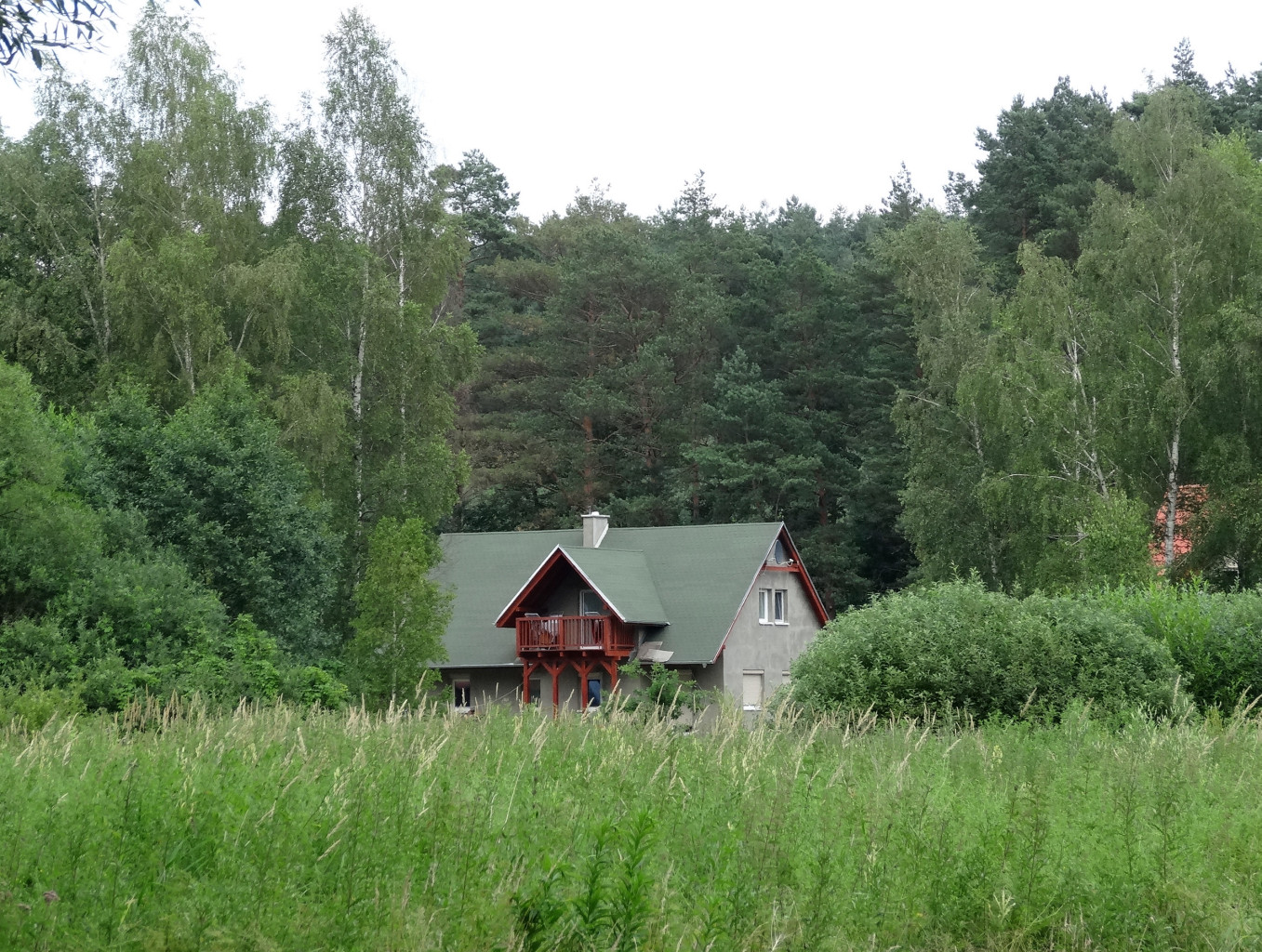
Zabudowa mieszkaniowo-letniskowa

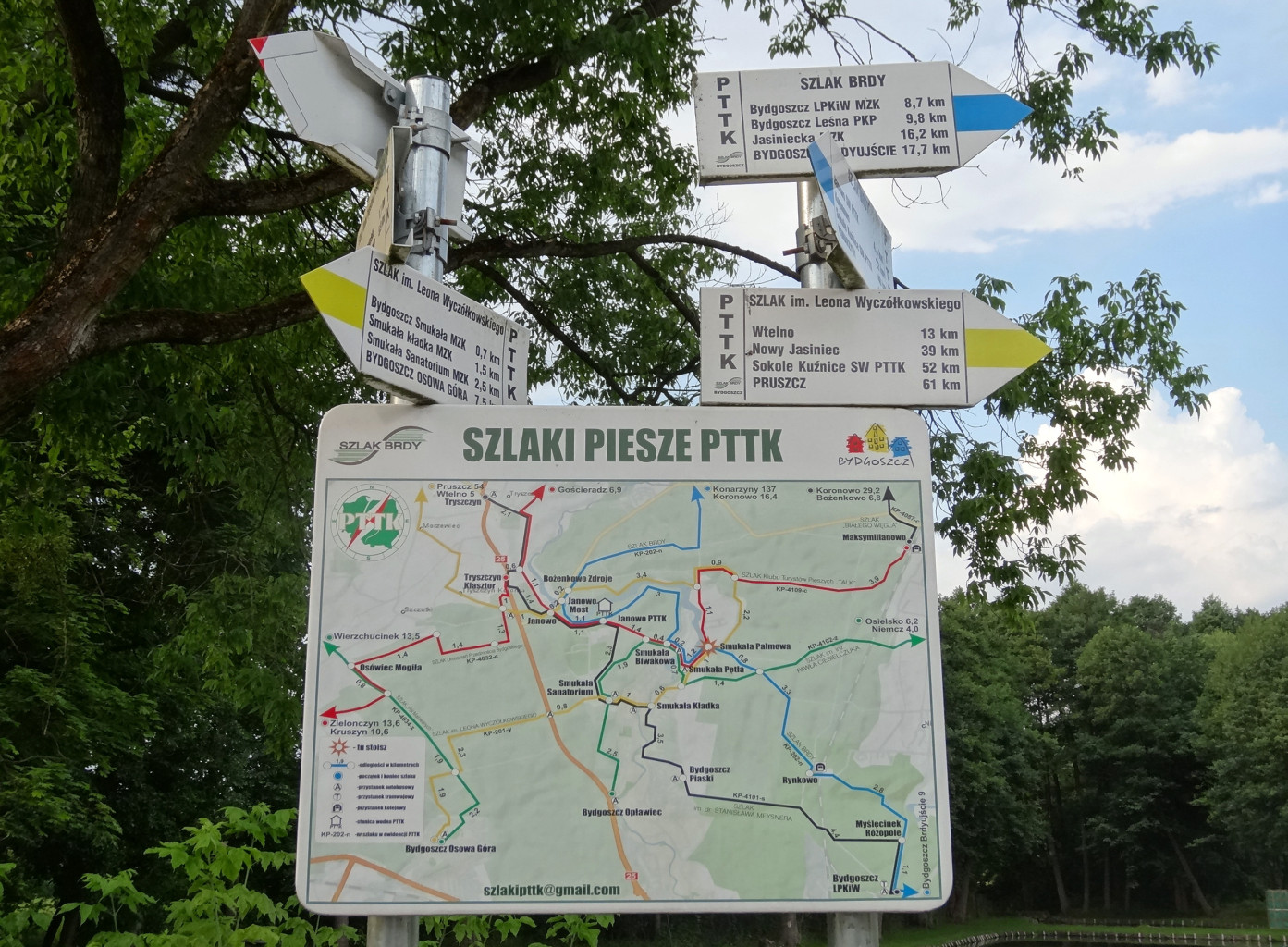
Skrzyżowanie pieszych szlaków PTTK w Smukale

Smukała – jednostka urbanistyczna (osiedle) miasta Bydgoszczy, położona w jego północno-zachodniej części nad lewym brzegiem Brdy.

## Położenie
Jednostka urbanistyczna Smukała usytuowana jest na północno-zachodnich rubieżach miasta. Od zachodu graniczy z nią jednostka Opławiec, a od południa – Piaski. Granicę zachodnią Smukały stanowi Brda, natomiast granica wschodnia przebiega na skarpie doliny Brdy, oddzielającej taras nadzalewowy od sandru Brdy.
Teren jednostki urbanistycznej Smukała Dolna (154 ha) został włączony do miasta Bydgoszczy w sierpniu 1977 r. Wcześniej należał on do gminy Osielsko.
Pod względem fizyczno-geograficznym jednostka należy do makroregionu Pojezierze Południowopomorskie, mezoregionu Dolina Brdy i mikroregionu: Dolina Smukalska.

## Charakterystyka
Smukała Dolna stanowi peryferyjne osiedle mieszkaniowe Bydgoszczy. Położona jest wzdłuż lewego, wschodniego brzegu Brdy. Od wschodu znajduje się wysoka, zalesiona skarpa doliny Brdy. Nie przebiegają tu żadne ruchliwe drogi krajowe ani nie występuje zabudowa przemysłowa. Na żyznych glebach typu mady spotyka się uprawy ogrodnicze. Wśród zabudowy mieszkalnej (prawie wyłącznie typu jednorodzinnego) coraz większy udział i znaczenie mają domy letniskowe.
Brda podpiętrzona jest przez zaporę ziemną wraz z elektrownią wodną tworząc tzw. Zalew Smukalski. Rzędna piętrzenia wody wynosi 50 m n.p.m., szerokość zalewu wynosi od 100 do 200 m, a jego długość 6–8  km. Brzegi rzeki porasta grąd. W Brdzie notuje się wahania poziomu wody do 1,5 m wskutek pracy zapór. Niektóre fragmenty terenu zostały podtopione.

### Nazwa
Nazwa jednostki pochodzi od słów smug, smuk, co oznacza wąski pas zieleni lub podmokłe łąki pod lasem i posiada związek z położeniem Smukały nad Brdą.

### Ludność
W 1990 r. Smukałę zamieszkiwało 450 osób, w kolejnych latach ich liczba wzrastała, do 559 w 2002 r. i 609 w 2010 r.

### Tereny chronione
Cały teren Smukały należy do Obszaru Chronionego Krajobrazu Zalewu Koronowskiego. Teren ten leży także w strefie ochrony wód Brdy, które stanowią źródło wody pitnej dla mieszkańców Bydgoszczy.

### Rekreacja
Na terenie Smukały brak terenów zieleni urządzonej, natomiast znajduje się tu ok. 136 ha zieleni nieurządzonej (59% powierzchni całej jednostki urbanistycznej). Głównym obszarem rekreacyjnym są tereny nadbrzeżne Brdy oraz las otaczający osiedle od wschodu i północy.

### Szlaki turystyczne
Przez jednostkę urbanistyczną Smukała poprowadzono liczne szlaki turystyczne, m.in.
- szlak „Brdy” z Brdyujścia w Bory Tucholskie (prowadzi przez most w Smukale);
- szlak im. inż. Pawła Ciesielczuka z Osielska do Opławca terenami leśnymi Północnego Pasa Rekreacyjnego Bydgoszczy (prowadzi przez most w Smukale);
- szlak turystów pieszych „Talk” z Fordonu do Gościeradza wzdłuż Zbocza Fordońskiego (prowadzi ul. Smukalską i mostem nad Brdą);
- szlak im. Leona Wyczółkowskiego z Osowej Góry do Pruszcza wzdłuż wschodniego brzegu Brdy (prowadzi wokół Smukały krawędzią Doliny Sandrowej Brdy).

Większość szlaków przebiega przez wokół zakola Brdy od Smukały do Janowa, gdzie gromadzą się najciekawsze atrybuty terenu: czysta rzeka o charakterze naturalnym, lasy odbijające swój wizerunek w wodzie, grądy, piaszczyste zbocza, cisza.
Smukała stanowi także teren wypadowy w okoliczne tereny wypoczynkowe. Spacerem ok. 4  km przez las, czarnym szlakiem można dojść do Leśnego Parku Kultury i Wypoczynku w Myślęcinku. Podobnie żółtym szlakiem do Osowej Góry. Niedaleko stąd do Zalewu Tryszczyńskiego i Koronowskiego.

## Historia
Pierwsza wzmianka pisana o osadzie Smukała-Młyn pochodzi z 1489 roku. W XVI wieku (1579) Smukała należała do parafii rzymskokatolickiej w Osielsku, będąc własnością kościelną kapituły włocławskiej.
W XIX wieku istniała wieś Smukała, której nazwę Niemcy zmienili w roku 1878 na Mühlthal. Spis miejscowości rejencji bydgoskiej z 1833 r. podaje, że we wsi Smukała mieszkało 96 osób (86 ewangelików, 10 katolików) w 14 domach. Znajdował się tu młyn wodny. Według opisu Jana Nepomucena Bobrowicza z 1846 r. wieś Smukała należała do rządowej domeny bydgoskiej. Kolejny spis z 1860 r. podaje, że we wsi Smukała mieszkało 146 osób (141 ewangelików, 5 katolików) w 18 domach. W bliskiej odległości na południe od Smukały znajdował się folwark dziedziczny Okollo (dzierżawca J. Hintz), gdzie w 5 domach mieszkało 31 ewangelików. Na miejscu w Smukale znajdowała się szkoła elementarna. Miejscowość należała do parafii katolickiej i ewangelickiej w Bydgoszczy.
Z mapy okolic Bydgoszczy Schulza z 1857 r. wynika, że w połowie XIX w. zabudowa mieszkalna istniała w rejonie dzisiejszej ul. Smukalskiej (między ul. Palmową a Berberysową). Obok istniał staw młyński. Pola uprawne i łąki znajdowały się na tarasie zalewowym Brdy, natomiast wyżej – tereny leśne.
Pod koniec XIX wieku na Brdzie wybudowano elektrownię wodną, która uzyskiwała moc na poziomie 118 kW. W 1906 r. w związku z koniecznością zapewnienia zasilania nowo wybudowanej fabryki karbidu (1903), wybudowano między Smukałą a Opławcem most i zaporę wodną. Po jej budowie moc elektrowni wzrosła do 1,45 MW, zaś przez most wybudowano odgałęzienie Bydgoskiej Kolei Powiatowej do Maksymilianowa i Włók. Powstał wówczas przystanek kolejowy Smukała Dolna.
W dwudziestoleciu międzywojennym Smukała stanowiła popularną miejscowość wypoczynkową odwiedzaną w niedziele i święta przez mieszkańców Bydgoszczy. Nazwano ją wówczas Smukałą Dolną, w odróżnieniu od Smukały Górnej leżącej po prawej stronie Brdy, gdzie istniało Sanatorium Przeciwgruźlicze i stacja kolei wąskotorowej. Po II wojnie światowej w Smukale funkcjonowała okresowo restauracja „Leśna”, lecz generalnie terenu tego nie wyposażono w zaplecze gastronomiczno-sanitarne z prawdziwego zdarzenia i jego rola rekreacyjna zmalała.
Podczas kampanii wrześniowej w 1939 r. zniszczeniu uległy: most, zapora i fabryka karbidu. Podczas okupacji Niemcy przystąpili do budowy nowej zapory i elektrowni, wykorzystując siłę roboczą okolicznych mieszkańców. W latach 1941–1945 na terenie byłego „Karbidu Wielkopolskiego” istniał hitlerowski obóz przejściowy, przez który przewinęło się ok. 4 tys. osób – głównie ludzie wysiedleni z Pomorza. Wskutek morderczej pracy, głodu i bicia zginęło 814 osób, w tym 420 dzieci. Zmarli spoczywają na cmentarzu przy ul. Baranowskiego i przy ul. Opławiec.
Po II wojnie światowej, w 1952 r. odbudowano w nowej formie zaporę i elektrownię wodną na Brdzie, która uzyskała moc 2 MW i jest do dzisiaj największą elektrownią wodną, spośród znajdujących się w granicach Bydgoszczy. W 1948 r. przy przedsiębiorstwie powstało Gimnazjum Przemysłowo-Energetyczne.
Smukała Dolna należała do parafii Osielsko, od 1924 r. do parafii Najświętszego Serca Pana Jezusa w Bydgoszczy, a od 1946 r. do parafii św. Antoniego w Bydgoszczy-Czyżkówku. W 1947 r. otwarto kaplicę w dawnej szkole pruskiej. W 1983 r. erygowano na terenie Opławca i Smukały parafię pw. Przemienienia Pańskiego. Budowa świątyni parafialnej (na terenie Opławca) rozpoczęta w 1986 r. została zakończona w 2000 r. konsekracją kościoła.
W 1977 r. Smukała Dolna została włączona do terytorium administracyjnego Bydgoszczy. W tym czasie na Brdzie w ciągu ul. Biwakowej wybudowano most o konstrukcji żelbetowej łączący Opławiec ze Smukałą. Począwszy od lat 70. na terenie Smukały rozwijało się budownictwo jednorodzinne, zaś osiedle zyskało charakter mieszkalno-letniskowy.
Wiosną 2021 Strabag rozpoczął zaplanowaną na 2 lata przebudowę 2,9-kilometrowego odcinka ul. Smukalskiej, łączącej osiedle z Piaskami (ul. Błądzimska), połączoną z budową drogi rowerowej. Koszt realizacji inwestycji to blisko 25,5 mln zł.

## Rada Osiedla
Jednostki urbanistyczne: Smukała, Opławiec i Janowo posiadają wspólną Radę Osiedla, której siedziba znajduje się przy ul. Opławiec 153

## Ulice w Smukale Dolnej
Związane z okolicą:
- Smukalska

Związane z rekreacją i wypoczynkiem:
- Biwakowa

Związane z osobami:
- Doktora Władysława Baranowskiego

Związane z roślinami i kwiatami:
- Agrestowa
- Azaliowa
- Bananowa
- Berberysowa
- Figowa
- Goździkowa
- Kaktusowa
- Laurowa
- Magnoliowa
- Palmowa
- Tulipanowa

## Komunikacja miejska
- Linie autobusowe dzienne:

58 w relacji Plac Kościeleckich - Smukała; 58s - wariant linii 58 jadący przez sanatorium.
54s - wariant linii 54 jeżdżącej w relacji os. Błonie - Piaski przedłużony do Smukały.
- Linie autobusowe nocne:

34N w relacji Plac Kościeleckich - Smukała

## Galeria

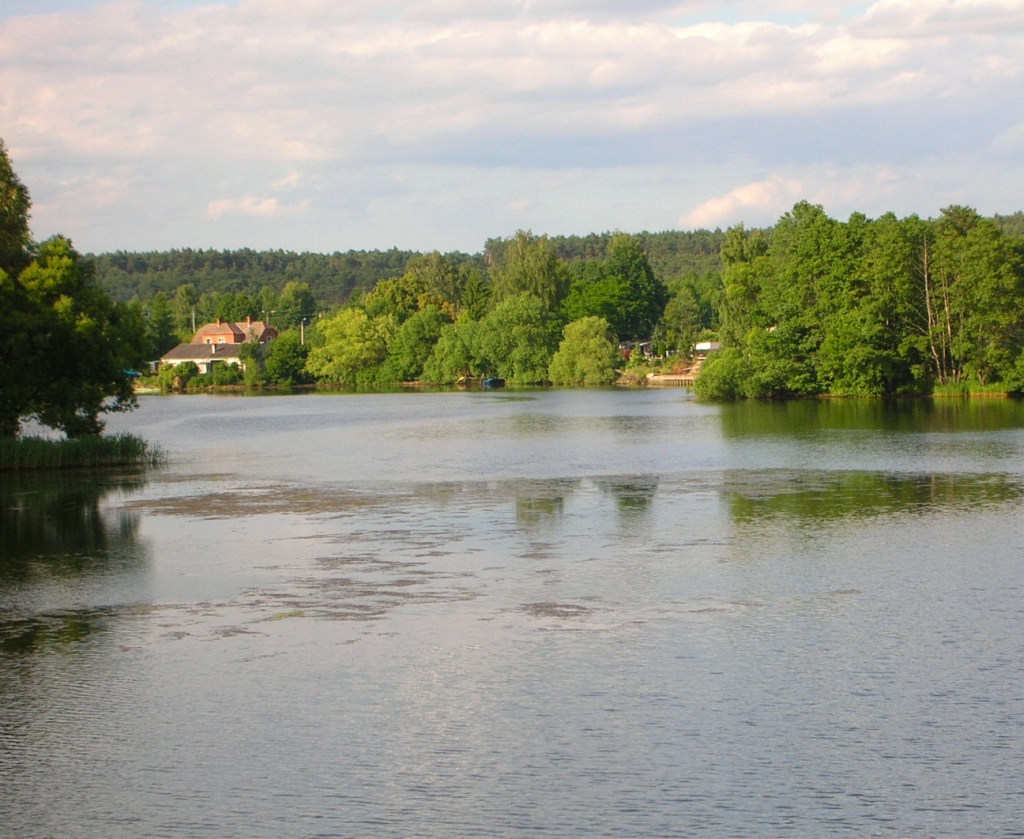
Smukała Dolna za Brdą
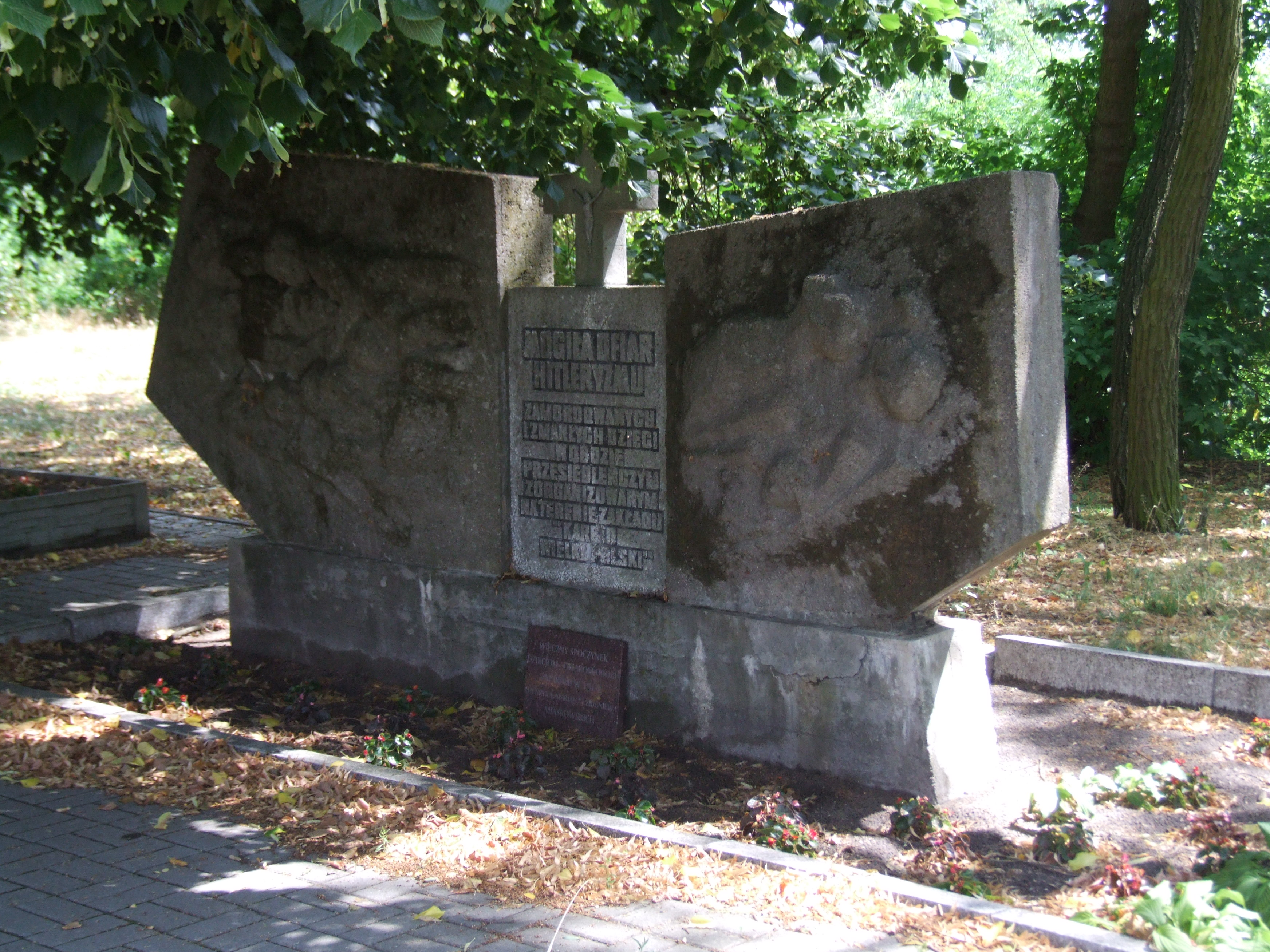
Mogiła Ofiar Hitleryzmu
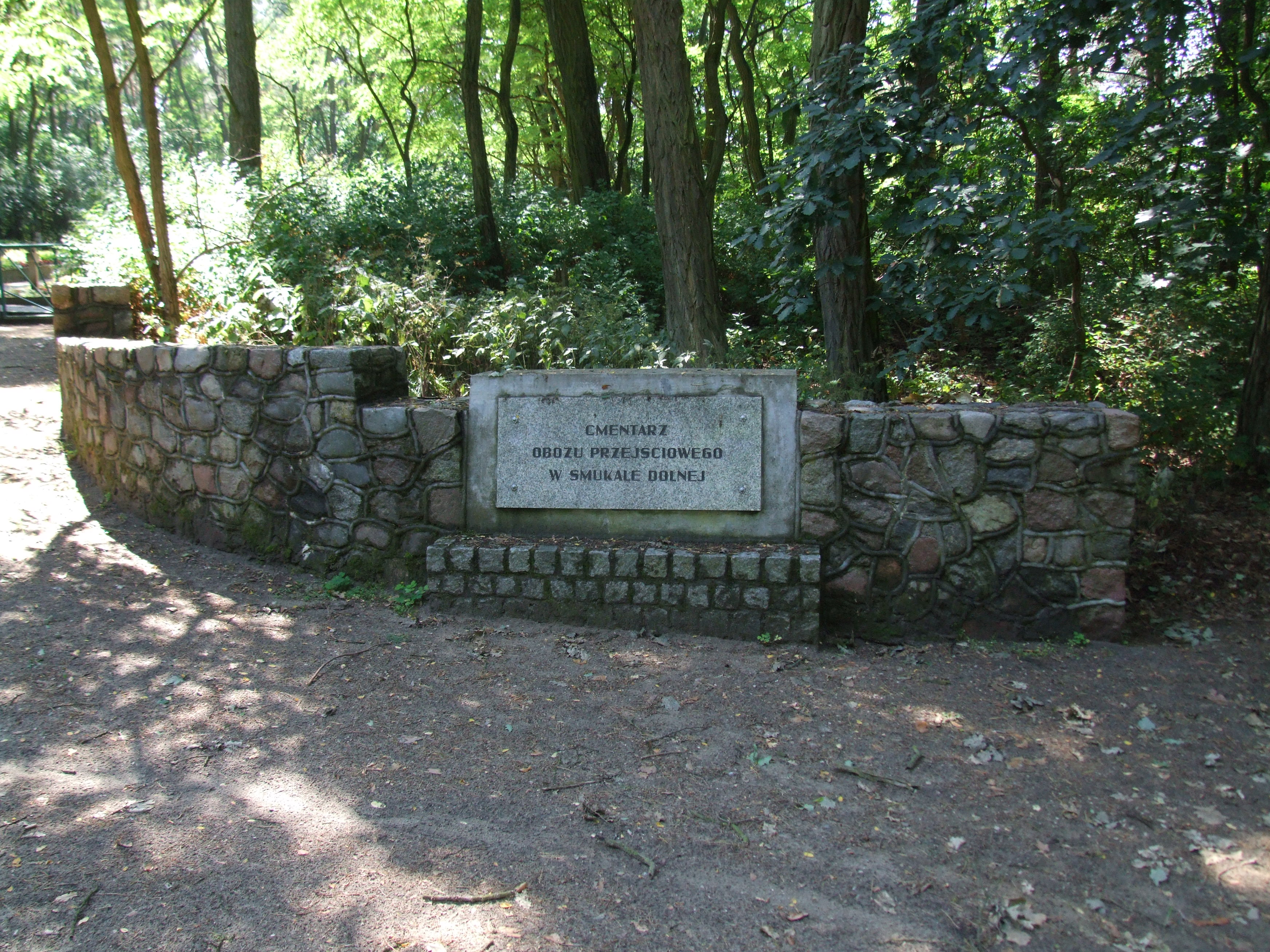
Cmentarz Obozu Przejściowego w Smukale Dolnej
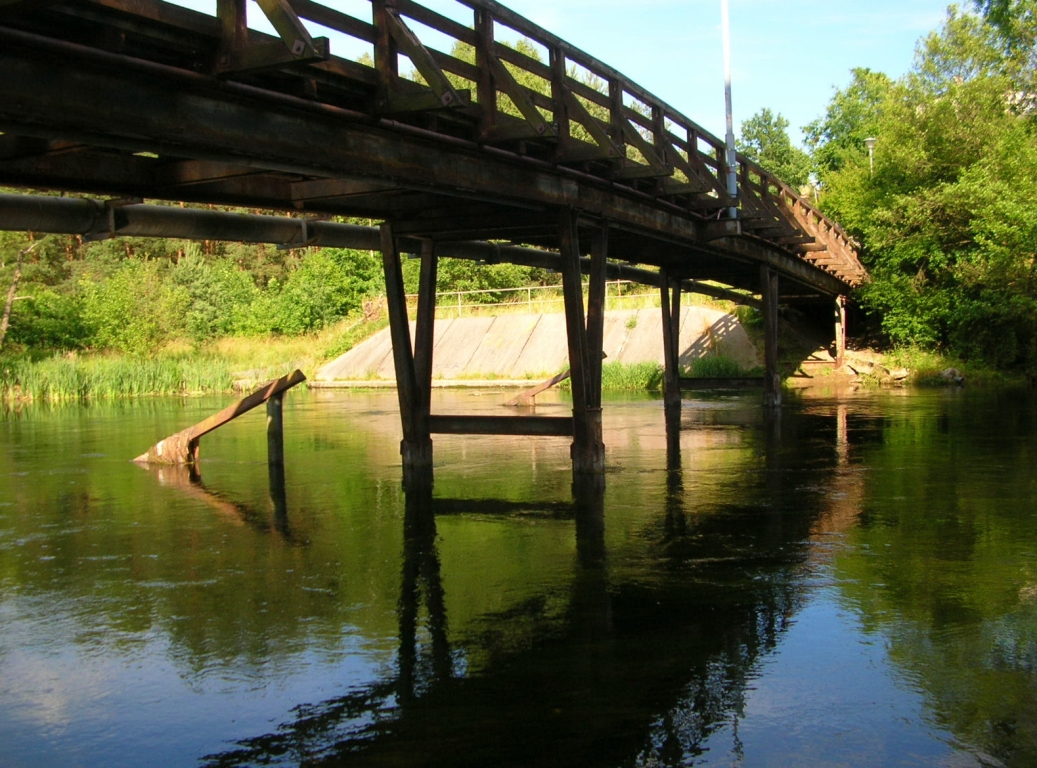
Kładka dla pieszych łącząca Opławiec ze Smukałą